# Selar
Selar är ett släkte av fiskar. Selar ingår i familjen taggmakrillfiskar.
Kladogram enligt Catalogue of Life:
| Selar | \| \| Selar boops \| \| \| \| \| \| Selar crumenophthalmus \| \| \| \| |
|       | \| \| Selar boops \| \| \| \| \| \| Selar crumenophthalmus \| \| \| \| |
|       | Selar boops                                                            |
|       |                                                                        |
|       | Selar crumenophthalmus                                                 |
|       |                                                                        |